# Rudo y Cursi
Rudo y Cursi è un film del 2008 diretto da Carlos Cuarón.
Film comico messicano che ha per protagonisti Gael García Bernal e Diego Luna. 
È uscito in Messico nel dicembre del 2008.

## Trama
Due fratelli, Tato e Beto, che vivono in un piccolo paesino messicano, tirano avanti lavorando in un bananeto, sognando un futuro diverso fatto di musica e calcio. Tato vorrebbe diventare un cantante, ma intanto si destreggia come attaccante giocando insieme a Beto, un ottimo portiere. Un giorno, un osservatore argentino si accorge per caso del loro talento e li porta a Città del Messico. La metropoli li travolge donando loro fama, donne, eccessi e mettendoli di fronte a scelte importanti.

## Produzione
Al regista Carlos Cuarón venne l'idea di realizzare Rudo y Cursi durante il periodo promozionale di Y tu mamá también - Anche tua madre. La produzione del film è a cura dei tre registi messicani più famosi al mondo: Alejandro González Iñárritu, Alfonso Cuarón (fratello del regista) e Guillermo del Toro.
Il film è stato girato nel 2007 nello stato di Jalisco, a Toluca e a Città del Messico. La piantagione di banane che compare nel film appartiene alla famiglia Cuarón.

## Colonna sonora
Fa parte della colonna sonora la canzone Quiero que me quieras, cover di I Want You To Want Me dei Cheap Trick, cantata nel film da Gael García Bernal. Il Messico il brano è stato diffuso in radio e ha ottenuto un grande successo.

## Accoglienza
Il film ha avuto un grande successo in Messico, piazzandosi al sesto posto fra gli incassi più alti di sempre. All'estero è stato presentato in alcuni festival cinematografici (San Francisco International Film Festival, Tribeca Film Festival, Edinburgh International Film Festival, ecc.) ma nelle sale ha avuto una distribuzione limitata. In Italia è inedito.

## Riconoscimenti
- 2009 - Newport Beach Film Festival
  - Miglior film straniero
- 2009 - Premio Ariel
  - Candidatura miglior esordio alla regia per Carlos Cuarón
  - Candidatura miglior attore a Diego Luna
  - Candidatura miglior attore non protagonista a Guillermo Francella
  - Candidatura miglior attrice non protagonista a Adriana Paz
  - Candidatura migliori musiche originali
  - Candidatura miglior suono
  - Candidatura miglior scenografia
  - Candidatura miglior trucco
- 2010 - NAACP Image Award
  - Candidatura per il miglior film straniero